# Aeaea stipator
Aeaea stipator är en fjärilsart som beskrevs av Hodges 1964. Aeaea stipator ingår i släktet Aeaea och familjen fransmalar. Inga underarter finns listade i Catalogue of Life.